# Dejima
Dejima (出島) ou Deshima est une ancienne île artificielle située dans la baie de Nagasaki au Japon et englobée depuis par la ville elle-même. C'était le lieu où les Portugais (entre 1634 et 1641), puis les Néerlandais (de 1641 à 1853) commerçaient avec les Japonais. Dejima qui signifie « île extérieure», est parfois aussi écrit Deshima (shima signifie « île » en japonais et se modifie phonétiquement en -jima).
Pendant cette période, les étrangers autres que les Néerlandais de la Compagnie néerlandaise des Indes orientales (Vereenigde Oost-Indische Compagnie ou VOC) n'avaient pas le droit de commercer avec l'archipel. Ces derniers n'avaient pas le droit de quitter l'île artificielle sur laquelle ils étaient installés.

## Histoire

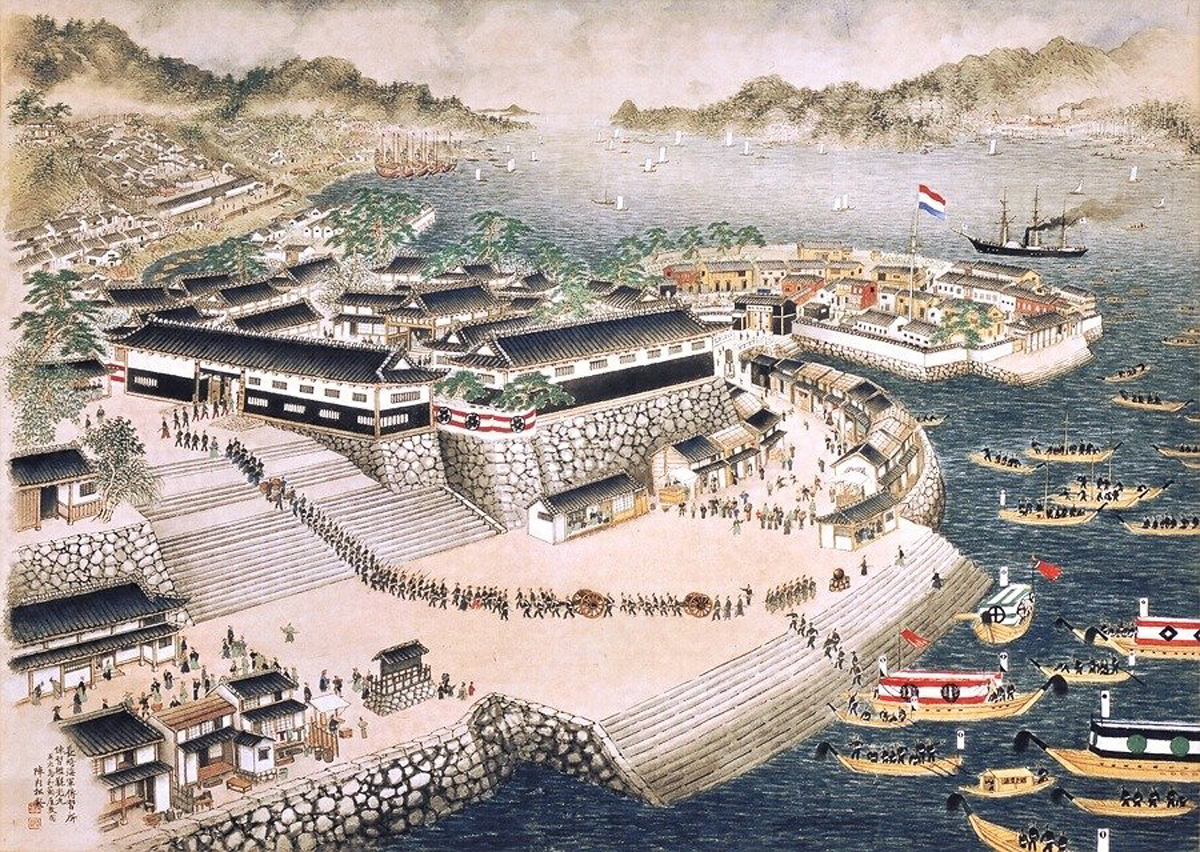
Le Centre d'entraînement naval de Nagasaki avec l'île de Dejima au fond.

Construite dès 1634 sous les ordres du shogun Tokugawa Iemitsu, afin de permettre aux Portugais d'y accoster pour décharger leurs navires, Dejima était auparavant isolée des terres sous la politique sakoku et a été peu à peu entourée de terrains gagnés sur la mer. Elle n’atteindra néanmoins qu'une taille de 120 mètres sur 75 et sera finalement reliée à la terre ferme par un pont, dont le franchissement était lui-même surveillé tant du côté japonais que du côté Portuguais (ces derniers ayant également installé une porte qui fermait l'accès de l’île).
Chassés du Japon quelques années plus tard par la rébellion de Shimabara, les Portugais sont remplacés à Dejima par les Néerlandais jusqu'ici cantonnés sur l'île d'Hirado, à environ 70 kilomètres au nord-ouest de Nagasaki.
Après une chute significative du commerce au cours du XVIIe siècle (deux navires par an sont autorisés à accoster à Dejima), la VOC fait finalement faillite en 1799 et ses actifs sont cédés au gouvernement néerlandais.
Durant la Révolution française et les guerres napoléoniennes, lorsque les Pays-Bas furent occupés, puis annexés par les Français, Dejima rompit ses liens avec la métropole. Ainsi, l'île restera le seul endroit au monde où le drapeau néerlandais continuera de flotter durant cette période sous l’ordre de Hendrik Doeff.
À la suite de l'ouverture forcée par le commodore Perry en 1854, le Bakufu (le gouvernement des shoguns) y installe en 1855 le Centre d'entraînement naval de Nagasaki destiné à permettre aux Japonais d'assimiler les techniques navales occidentales. Le centre sera d'ailleurs équipé du premier navire à vapeur japonais, le Kankō Maru (offert par les Néerlandais). L'un des premiers amiraux japonais, Takeaki Enomoto, étudia dans ce centre de formation.
Après avoir obtenu des autorités japonaises l’autorisation de faire du commerce dans la ville même de Nagasaki, les Néerlandais fermeront le poste de Dejima en 1857. L’île sera peu à peu englobée dans la ville de Nagasaki, par la récupération de terrains supplémentaires gagnés sur la mer. Au nord, elle est désormais baignée par la rivière Nakashima (ja).

## Organisation

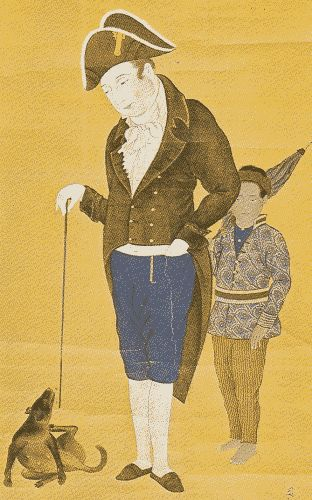
Hendrik Doeff, Opperhoofd de 1803 à 1817.

Dejima était essentiellement constituée d’entrepôts et de maisons d'habitation pour les Néerlandais, mais aussi de logements de fonction pour les fonctionnaires japonais. 
Les marchands occidentaux étaient étroitement surveillés par des gardiens et autres veilleurs de nuit placés sous la responsabilité d'un superviseur, l'Otona. 
Un certain nombre de commerçants assistés de 150 tsuji (interprètes) y résidaient et étaient tous rémunérés par la VOC. Le représentant officiel de la compagnie s'appelait Opperhoofd ou Kapitan. Cependant, le titre ne changea pas lorsque l'île tomba sous l'autorité de l'État néerlandais. Tout au long de cette période, le titulaire devait changer tous les ans, mais cela ne fut pas toujours le cas.
Dejima était directement placée sous la supervision centrale d’Edo, représenté par un préfet appelé Nagasaki bugyō, qui était responsable de tous les contacts entre la VOC et toute personne se trouvant dans l'archipel japonais. Celui-ci inspectait également tout navire néerlandais qui arrivait à Dejima, et donc les voiles étaient saisies jusqu'à ce que le bâtiment ait décidé de partir. Les livres religieux (comme la Bible) et les armes étaient scellés et confisqués. De plus, aucun service religieux n’était toléré à Dejima.

## Activités commerciales

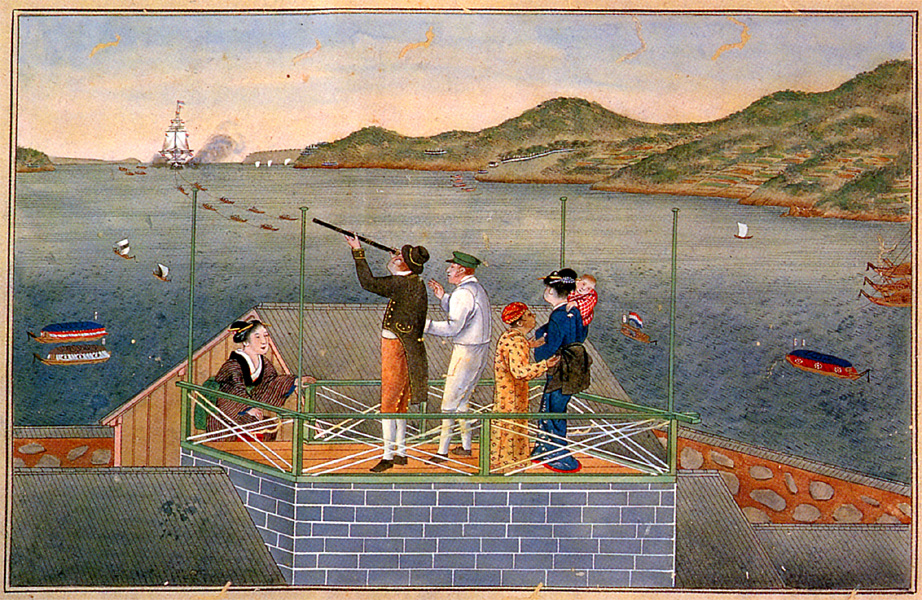
Ukiyo-e de Kawahara Keiga: Arrivée d'un navire hollandais (蘭船入港図): Philipp Franz von Siebold à Dejima, utilisant un teresukoppu (télescope), accompagné de son épouse japonaise O'Taki San et de leur petite fille O'Iné.

Les Néerlandais commercialiseront principalement de la soie, puis plus tard du sucre (qui deviendra alors la principale denrée échangée). 
Des peaux de cerfs ou de requins seront également rapportées du reste de l'Asie par les Occidentaux, qui feront venir d'Europe des lainages et du verre (les Japonais leur fournissant essentiellement du cuivre et de l'argent.

Ce commerce sera d'ailleurs très profitable pour la VOC qui réalisera de confortables profits à hauteur de 50 %, voire plus. Ainsi, la charge financière que Dejima représentait pour la compagnie se trouvait largement amortie.
À cela s'ajoute à un système d'échanges commerciaux individuels organisé par le personnel de Dejima et les négociants néerlandais nommé Kanbang. Celui-ci était autorisé par le gouvernement japonais afin d'obtenir des livres et des instruments scientifiques, et constituait une importante source de revenus pour les salariés. Plus de 10 000 ouvrages étrangers traitant de diverses questions scientifiques ont été vendus de cette manière, et deviendront pour les Japonais de la fin du XVIIIe et du début du XIXe siècle, une source pour les « Études hollandaises », le rangaku.

## Reconstruction
C'est en 1922 que l'on prit conscience de l'importance historique du lieu. Le travail de restauration de l'île débuta en 1953.
Il existe actuellement un projet de restauration très avancé, qui comprend aussi bien la reconstruction des bâtiments que la reconstitution de l'île elle-même. À ce jour, le contour initial de l'île a été reconstitué, et les bâtiments ont été restaurés. Dejima est un des sites historiques majeurs de Nagasaki.

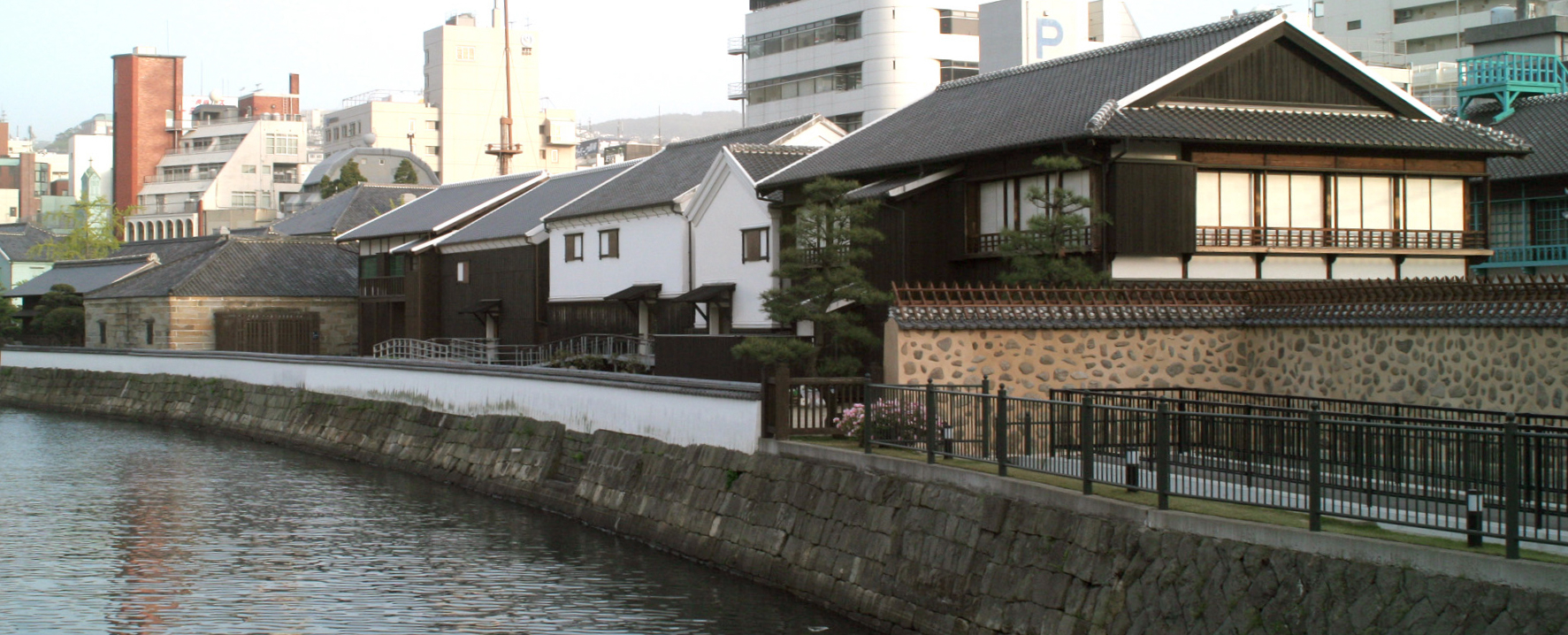
Restauration de Dejima (2006).
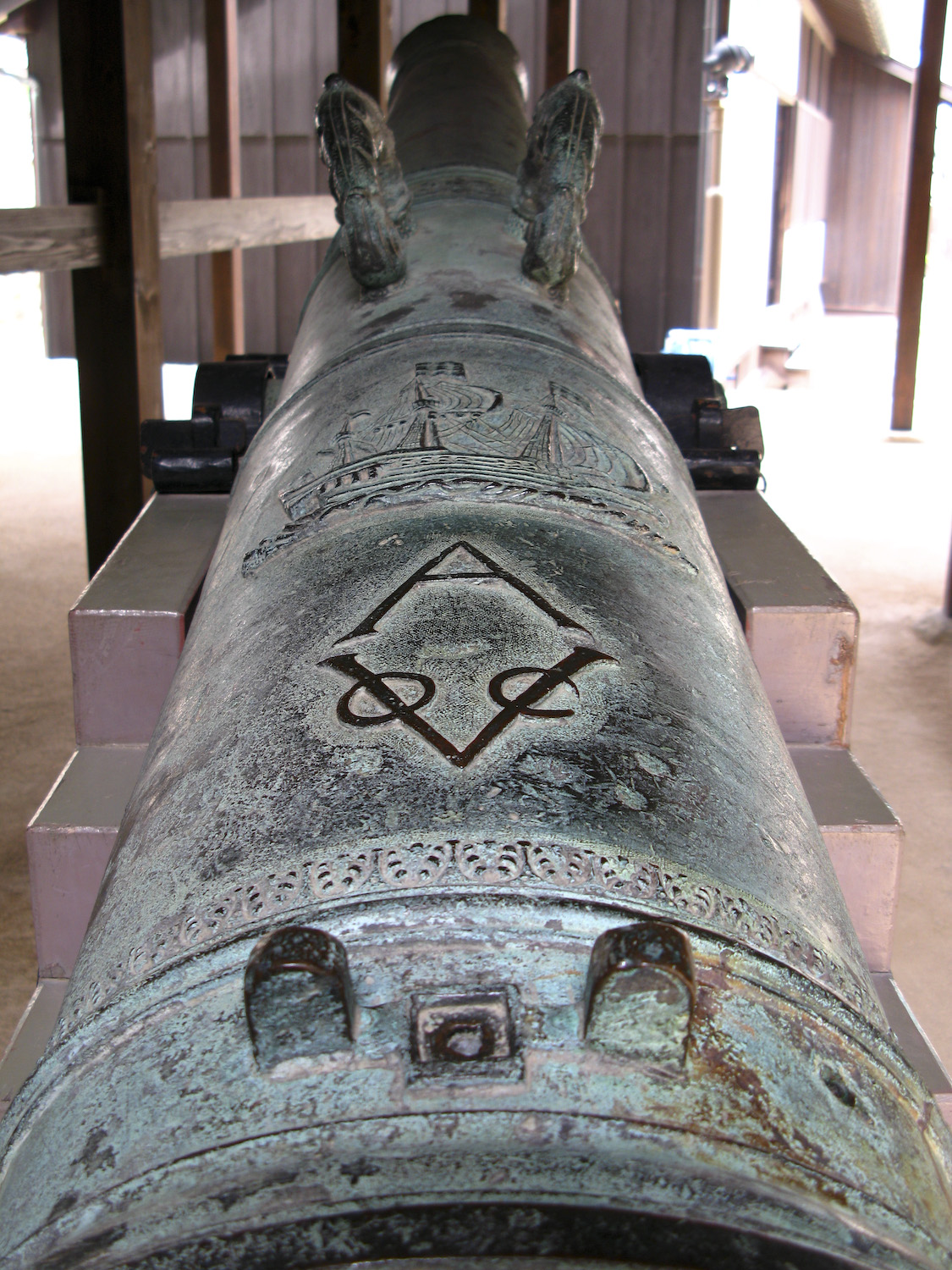
Canon avec le logo de la VOC à Dejima.
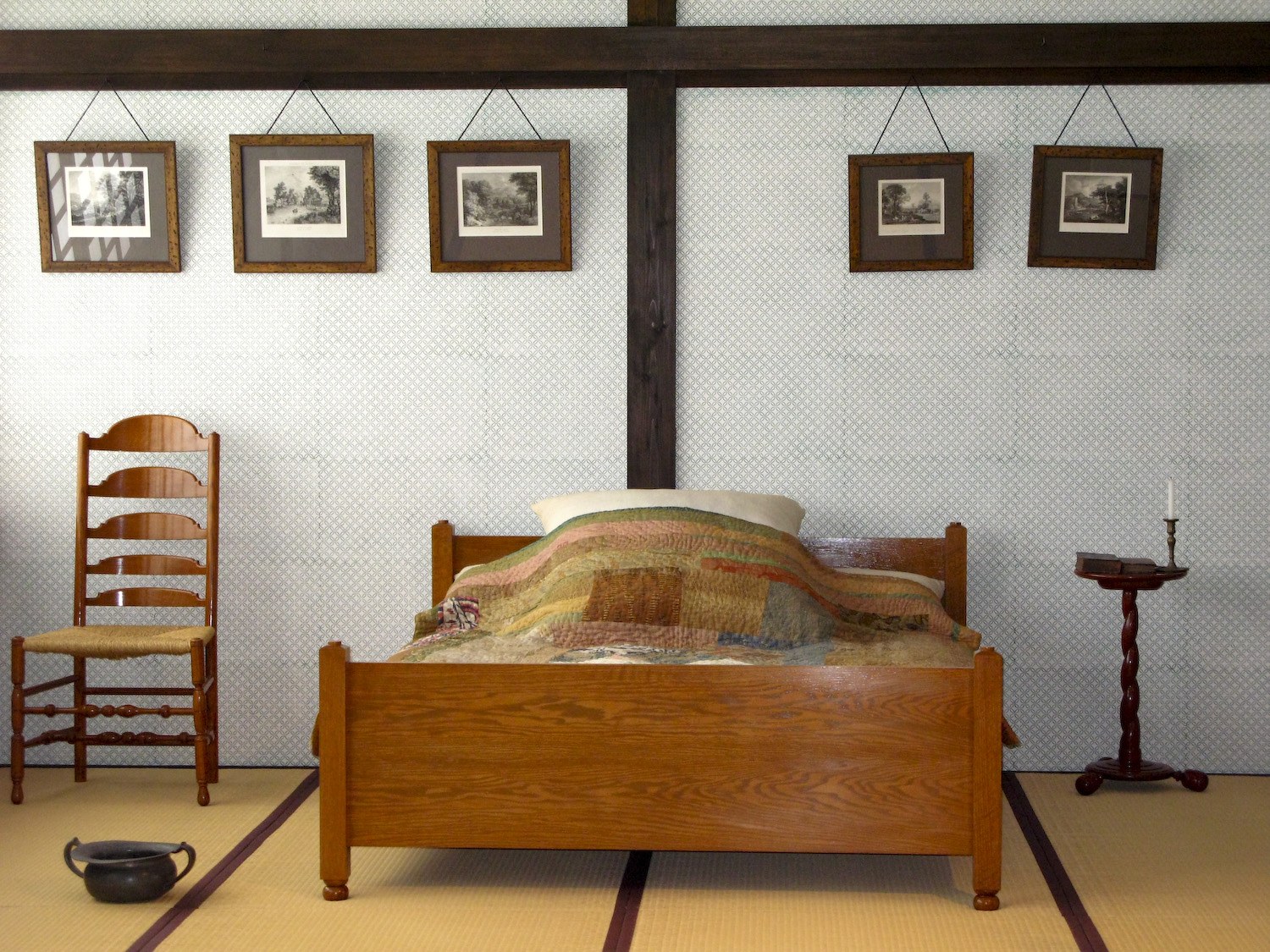
Chambre avec tatamis et lit et pot de chambre occidentaux.
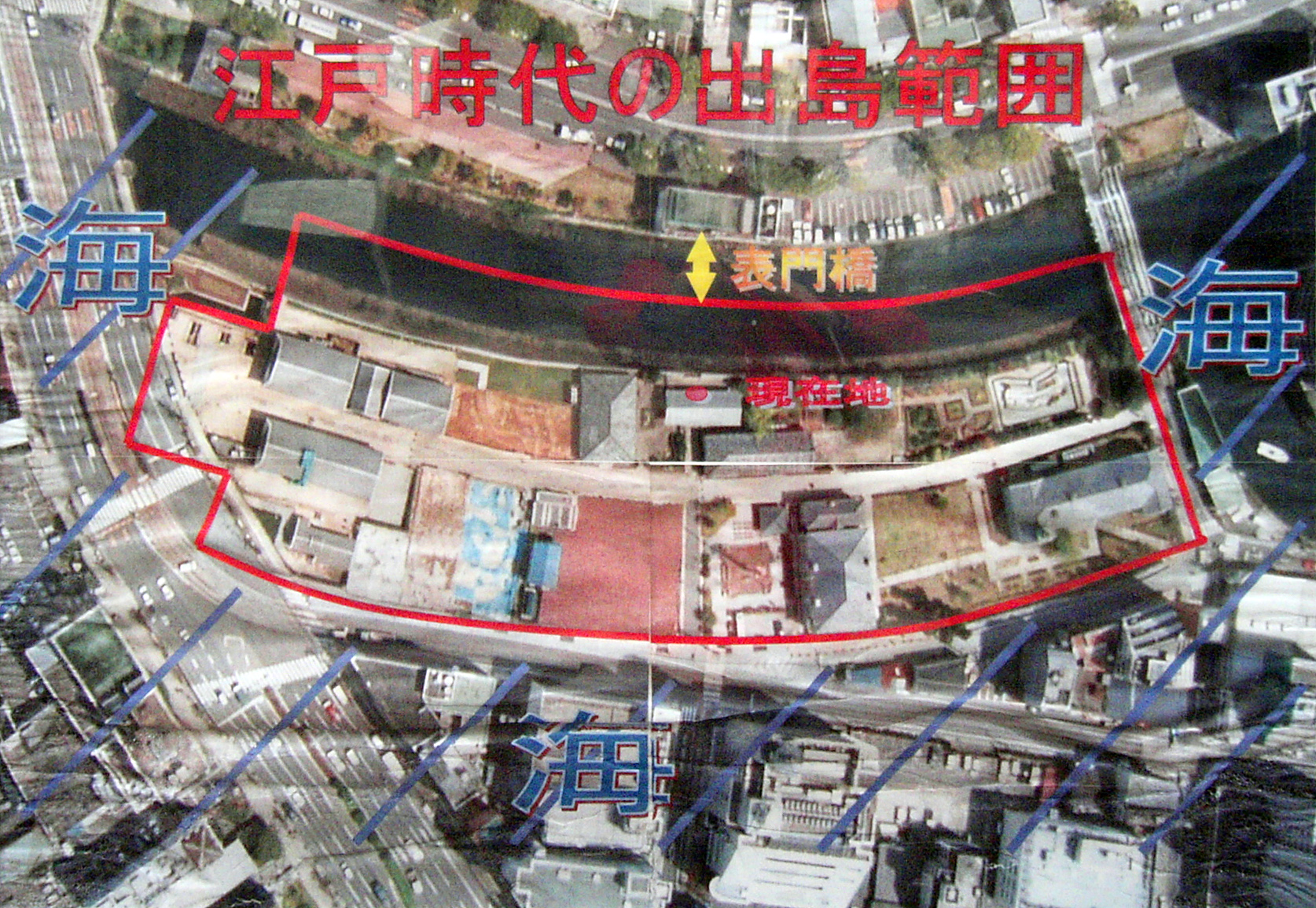
Photo aérienne présentant l'ancienne île de Dejima (dont les contours sont marqués en rouge) au sein de la ville moderne de Nagasaki.
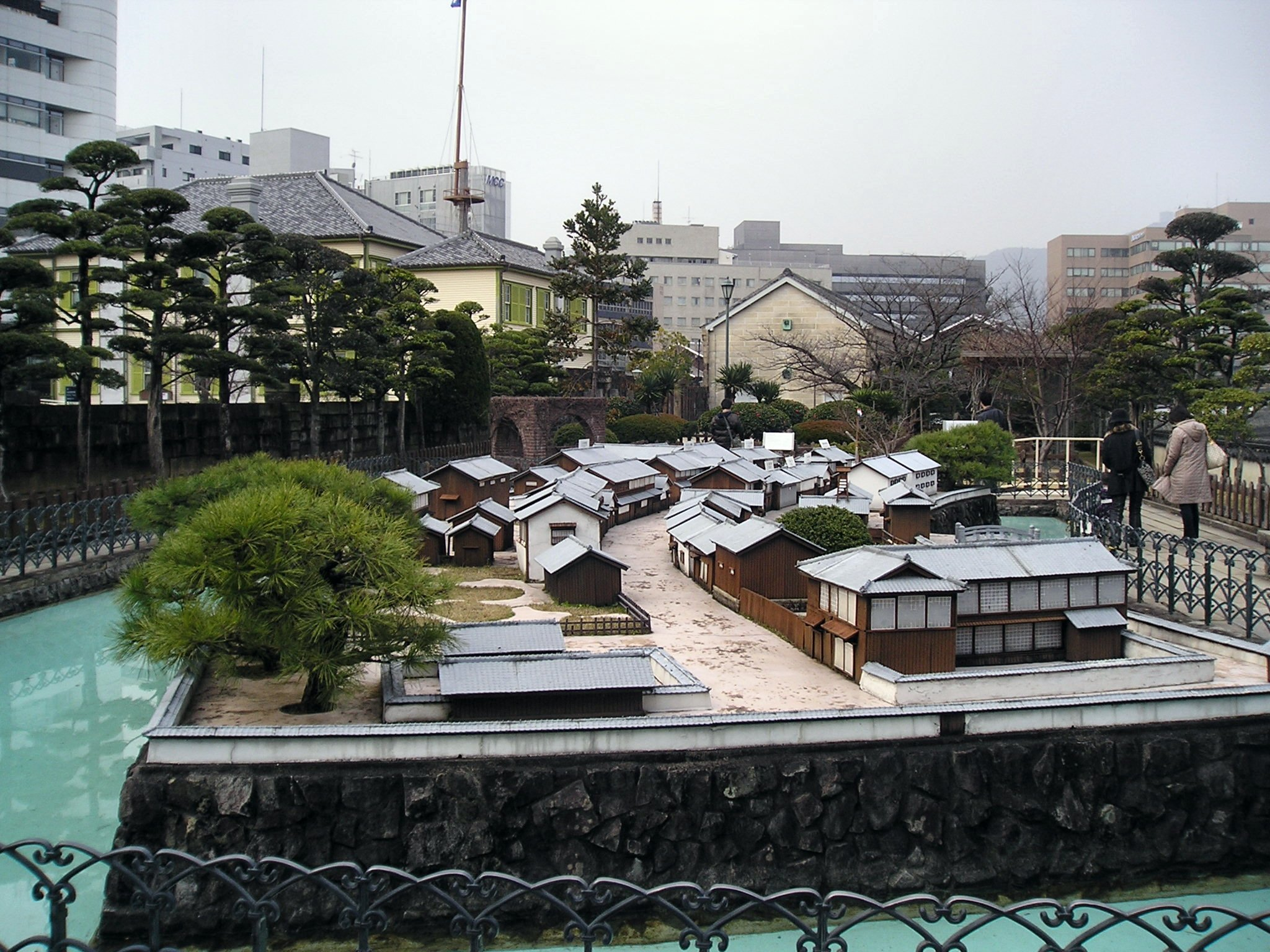
Modèle miniature de Dejima comme elle était à l'origine.
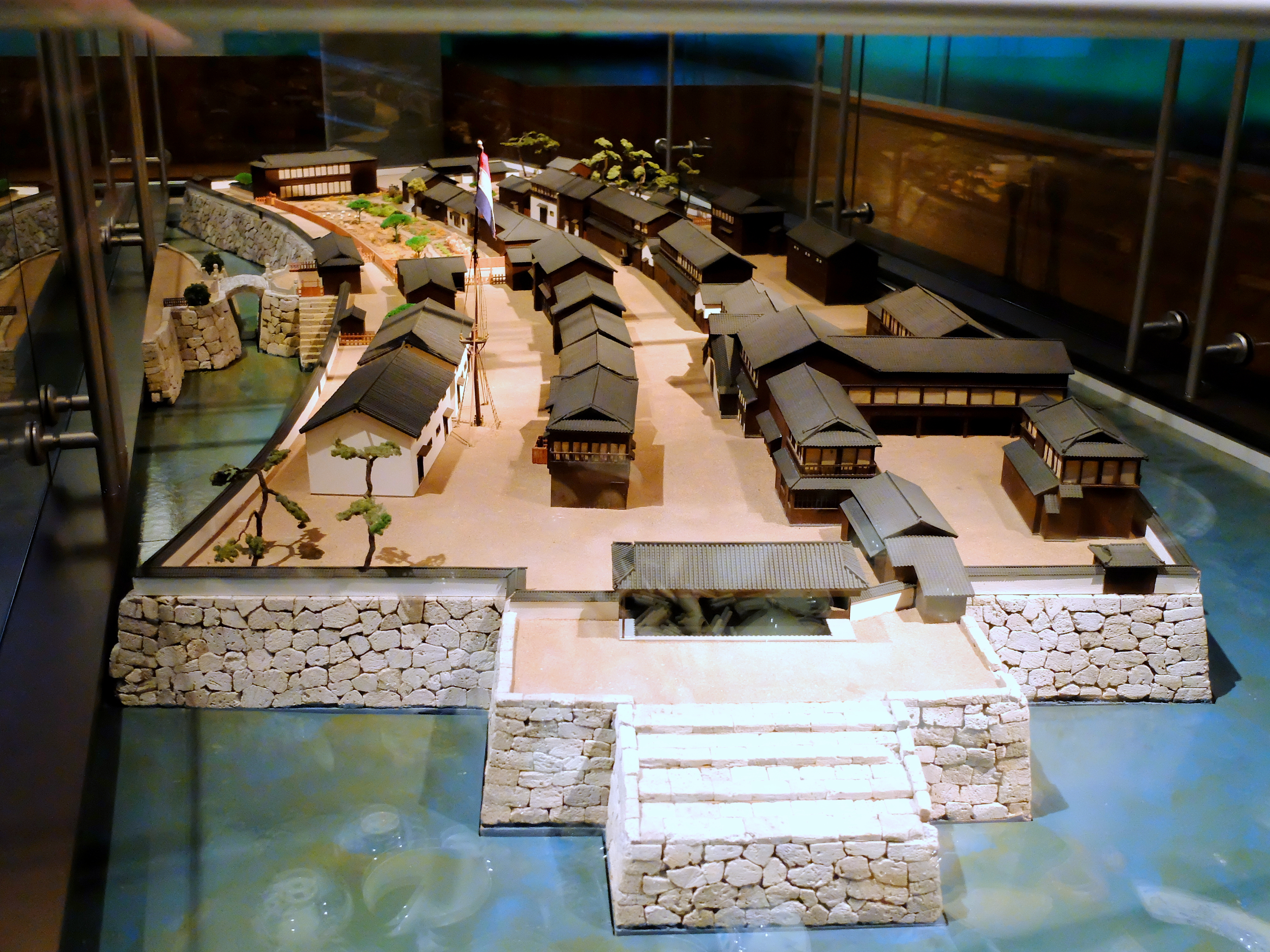
Maquette au musée national d'ethnologie à Leyde aux Pays-Bas.

## Dans la culture
Dejima apparaît dans le film américain Silence de 2016 lorsque les prêtres catholiques portugais dont Cristóvão Ferreira inspectent les marchandisent en provenance de l'extérieur à la recherche d'objets religieux chrétiens et rencontrent des marchands néerlandais.
L'île de Dejima apparaît dans les deux derniers volumes (4 et 5) du manga Shōnen Nekogahara écrit et dessiné par Takei Hiroyuki et publié en France par Pika entre août 2022 et avril 2023. Elle est le lieu d'où l'officier corrompu de la police secrète Shiriya Abyhei complote avec les Nations étrangères.